# ポアンカレ＝バーコフの定理
数学のシンプレクティック幾何学あるいは力学系において、ポアンカレ＝バーコフの定理（ポアンカレ＝バーコフのていり、英: Poincaré–Birkhoff theorem）あるいはポアンカレ＝バーコフの不動点定理またはポアンカレの最終幾何定理として知られるものは、二つの境界を逆側に回転するアニュラスの面積保存かつ向き保存なすべての同相写像は、少なくとも二つの不動点を持つ、という定理である。

## 歴史
ポアンカレ＝バーコフの定理は、天体力学の研究に関連してアンリ・ポアンカレによって発見された。この定理が証明されるならば、これを自由度2の力学系の問題、とくに制限三体問題に適用することができる。ポアンカレは、一つの安定周期解の存在から無限に多くの周期解が存在することを示した。ポアンカレは2年にわたってこの定理を証明すべく努力を重ねたが、成功しなかった。
死の前年、11月9日付けの手紙の中でポアンカレはイタリアの数学雑誌Rendiconti del Circolo Matematico di Palermoの編集者ジョヴァンニ・グッチァに宛てて次のように書いた。
こうして最晩年のポアンカレは死の予感のもとに論文「幾何学の一定理」を書き綴った。ポアンカレはこの論文の中でこの定理をいくつかの特別な場合について証明したが、未完のままこの論文を前述のイタリアの雑誌に投稿した。その2週間後、ポアンカレは死去した。アダマールはポアンカレのこの論文を「最後の瞑想」と呼び、前述の手紙について「この手紙にある悲しい予感は彼を賛美するすべての人の胸に深い感動を呼び起こさずにはおかない」と後に述べた。
数カ月後、米国の新鋭の数学者ジョージ・デビット・バーコフによって一般の場合の見事な証明が与えられた。